# Mon petit doigt m'a dit (film)
Cet article concerne le film de Pascal Thomas. Pour le roman policier d'Agatha Christie, voir Mon petit doigt m'a dit.
Série Bélisaire et Prudence Beresford
Le crime est notre affaire
(2008)
Pour plus de détails, voir Fiche technique et Distribution.
Mon petit doigt m'a dit... est une comédie policière française réalisée par Pascal Thomas, sortie en 2005. Le scénario est adapté du roman éponyme d'Agatha Christie. Il a été écrit par François Caviglioli, journaliste au Nouvel Observateur, où il a traité essentiellement des faits divers, de la police et des affaires. 
C'est le premier de la trilogie de films de Pascal Thomas avec Catherine Frot et André Dussollier dans les rôles de Prudence et Bélisaire Beresford. Il sera suivi de Le crime est notre affaire (2008) et Associés contre le crime (2012).

## Synopsis
Prudence (Catherine Frot) et Bélisaire Beresford (André Dussollier) rendent visite à Ada (Françoise Seigner), une tante de Bélisaire, au « Coteau ensoleillé » : une luxueuse maison de repos. Ils sont reçus par la directrice Mme Pacard (Elisabeth Macocco). Ada traite Prudence avec mépris depuis toujours et feint de ne plus avoir toute sa tête. Prudence reste donc à l'écart pendant que Bélisaire discute avec Ada. Cette dernière lui raconte que des pensionnaires meurent empoisonnées. Prudence va attendre dans le salon de lecture et y fait la connaissance d'une pensionnaire : Rose Évangelista (Geneviève Bujold), qui semble ne plus avoir toute sa tête, car elle lui parle d'une enfant emmurée dans la cheminée.
Plus tard, Bélisaire anime une réunion militaire au côté de son supérieur le général (Bernard Verley). Bélisaire reçoit un appel sur son téléphone portable l'informant qu'Ada est morte. Bélisaire et Prudence se rendent à son enterrement. Ils y découvrent qu'Ada avait été militaire et retrouvent le général. Tous deux vont à la maison de repos pour récupérer des affaires d'Ada. Parmi celles-ci, Prudence découvre un tableau représentant une grande maison, avec une allée y menant, plantée d’arbres, qu'elle est persuadée d'avoir déjà vue, mais ne parvient pas à se souvenir où. 
Mme Pacard lui révèle que c'est Mme Évangelista qui l'a donné à Ada. Prudence souhaite la revoir, mais sa famille est venue la chercher. Devant l'insistance de Prudence, Mme Pacard finit par leur dire que les affaires de Rose sont réglées par un notaire : maître Anet. Ils emportent « l'orgue à mécanismes » de l'oncle Guillaume. Mlle Aupic, l'employée qui s'occupait d'Ada s'occupe du reste de ses affaires.
Bélisaire est absorbé par son travail militaire. Leur fille Marie-Christine (Sarah Biasini), leur gendre Rudi et leurs deux fils jumeaux Patrick et Pascal, arrivent et s'installent chez eux pendant un mois, ce qui déplait beaucoup à Prudence. Bélisaire part en voyage professionnel. Prudence se souvient que c'est quand elle voyageait en train qu'elle a vu la maison sur le tableau en regardant par la fenêtre. Puis elle se souvient, grâce à sa fille, que c'est à bord du train dans lequel elle l'emmenait à la pension quand celle-ci était adolescente. Prudence prend le train, repère la grande maison par la fenêtre et descend à la gare suivante. Elle prend un taxi qui la dépose devant la maison. Le portail étant fermé, Prudence contourne la propriété et entre par la porte du parc à l'arrière. Elle est accueillie par Alice Perry (Anne Le Ny) qui loue la moitié de la maison avec son époux Amos, un peu bourru. Prudence dit s'appeler Mme Livingstone. La maison est coupée en deux dans le sens de la longueur. D'après Alice, l'autre moitié (la façade principale) est inoccupée depuis plus de 10 ans, la précédente habitante était une actrice. Ils entendent un bruit dans la cheminée de l'autre moitié de la maison. Amos prend la clé, ils entrent. Il libère un choucas tombé dans la cheminée. Alice et Amos sortent et relâchent l'oiseau. Prudence restée dans la pièce, voit une vieille poupée tomber du conduit de la cheminée.
Prudence se rend à pied au Châtelard, le village le plus proche. Elle jette un regard dans l'église où s'affaire une femme (Valérie Kaprisky) très dévote avec le bras gauche en écharpe. Dans le cimetière, elle rencontre le curé (André Thorent) qui lui révèle qu'il y a eu des drames bien avant qu'il ait la charge de la paroisse. Ils sont rejoints par la femme qui était dans l'église. Le curé présente Françoise Blayes, qui l'aide beaucoup. Aucun des deux n'a entendu parler d'une Rose Évangelista. Prudence dit qu'elle compte rester quelques jours au village pour y trouver une maison à acheter. Le curé l'emmène à la pension de famille d'Hélène Coupelay (Valériane de Villeneuve) et son frère (Maurice Risch), qui est peintre. Prudence voit au mur un tableau ressemblant à celui d'Ada. Hélène lui dit qu'il est de Boscovan, qui passait les étés ici et habitait la grande maison. Le lendemain matin, les Coupelay racontent à Prudence qu'il y a un certain nombre d'années, il y a eu des meurtres d'enfants autour du village, que M. Sévigné riche industriel veuf a été soupçonné. Également que Boscovan a eu de nombreuses maîtresses, mais qu'il n'a pas réussi à avoir Liliane qui habitait avec sa mère la maison sur le tableau d'Ada. Liliane aurait été enceinte, aurait avorté et se serait suicidée. Mais Hélène conteste que Boscovan ait pu être le père.
Bélisaire rentre chez lui, apprend que Prudence est partie sans donner de nouvelles et s'inquiète. Patrick et Pascal pianotent sur l'orgue mécanique. Mlle Aupic téléphone pour donner rendez-vous le lendemain à Bélisaire. Les jumeaux ont quitté l'orgue en enclenchant le mécanisme. Quand la mélodie est terminée, une trappe secrète s'ouvre à droite du clavier, Bélisaire en sort la correspondance cachée d'Ada. Il se rend au lac, confie sa voiture à Maurice, qui a servi sous ses ordres et grimpe sur le bateau. Il y retrouve Mlle Aupic qui lui présente le docteur Mauroy (Hervé Pierre), médecin au « Coteau ensoleillé », qui est son amant. Il révèle à Bélisaire qu'une pensionnaire Mme Mauduit est morte d'une overdose de morphine. Belisaire fait lire par Mlle Aupic une lettre d'Ada disant que Mme Mauduit lui a affirmé avoir reconnu une criminelle parmi les pensionnaires du « Coteau ensoleillé ».
Maurice révèle à Bélisaire que le tableau d'Ada est de Boscovan et qu'il a été l'amant de son épouse, sculptrice sur métal. Bélisaire rencontre Mme Boscovan (Alexandra Stewart) dans son atelier de sculpture, il y retrouve le général, qui est son amant. Au Châtelard, Prudence assiste à une discussion entre Mlle Blayes et M. Sévigné (Laurent Terzieff). Les habitants s'activent à préparer la kermesse paroissiale. À la demande du curé, Prudence inspecte les tombes du cimetière. Elle s'attarde sur celle de Lilly Méric. Une personne l'assomme et s'empare de ses papiers d'identité dans son sac à main. Bélisaire se rend à Lyon et rencontre maître Anet (Laurent Terzieff). En sortant de l'étude d'Anet, Bélisaire reconnait une camionnette de surveillance policière. À l'intérieur, il constate que ses anciens collègues surveillent Anet. Il va rencontrer son ancien collègue, le commissaire Richard (Pierre Lescure) qui lui révèle qu'Anet a organisé le casse d'une joaillerie dans les années 1970, pour un butin de 100 millions de francs en diamants qui n'ont pas été retrouvés à ce jour. Anet n'a pas pu être mis en cause.
Prudence, amnésique, délire dans un hôpital, dans le service du professeur Petitjolivar (Gérard Chaillou). Elle retrouve la mémoire en entendant un ouvrier chanter un air d'opéra qu'elle chante aussi de temps en temps avec Bélisaire. Le couple se rend au Châtelard, dans la chambre de la pension des Coupelay, et Prudence, en sortant de son sac de voyage la poupée qu'elle avait ramassée dans la cheminée de la grande maison, voit en tomber ce qu'elle prend pour des cailloux. Bélisaire lui révèle que ce sont des diamants. Ils les apportent à Richard qui confirme que ce sont bien les diamants bruts du casse. Les photos d'archives du dossier Anet sont projetées. Une photo est celle du mariage de « Lilly la tatouée », égérie d'un gang sanglant. Elle était surnommée ainsi à cause de son tatouage sur l'épaule : une fleur de lys en forme de poignard. En arrière-plan, Prudence reconnait la grande maison. Richard révèle que dans la tombe de Lilly Méric, ils ont trouvé le reste du butin de la bande. Anet est en garde à vue. Prudence est frappée par la ressemblance entre Anet et l'homme qu'elle a vu au Châtelard. Anet perd ses moyens quand ces éléments lui sont soumis. Il demande à aller au toilettes et se suicide en se jetant par le vasistas.
Bélisaire et Prudence retournent au Châtelard. Ils se joignent à la kermesse et aperçoivent Mlle Blayes et M. Sévigné qui discutent.
Celui-ci s'en va à l'arrivée des gendarmes et de Richard. Prudence se rend à pieds à la grande maison. Elle est surprise et heureuse d'être accueillie par Mme Évangelista. Celle-ci lui révèle que c'est Mlle Blayes qui est venue la chercher précipitamment au « Coteau ensoleillé ». Rose prend un grand verre rempli de lait et demande à Prudence de la suivre à l'étage, en passant par deux passages secrets, qui se referment automatiquement, ce qui commence à inquiéter Prudence. Rose demande à Prudence de boire le contenu du verre. Elle refuse et cherche à ressortir. Rose dit qu'aucune petite fille n'a réussi à s'échapper et se rend près d'un lit d'enfant dans une chambre contigüe. Elle révèle qu'elle n'a pas gardé sa petite fille,  très jeune et qu'elle a envoyé des petites filles lui « tenir compagnie » , puis que tous ceux qui découvraient son secret devaient mourir. Elle insiste pour que Prudence boive le contenu du verre. Prudence refuse et cherche à l'amadouer. Rose s'empare d'un couteau planté dans une statue et tente de poignarder Prudence. Dans la lutte, Prudence est assommée. Rose entend des voix, se ravise et dit qu'elle va retrouver son enfant.
Prudence reprend ses esprits, M. Sévigné est avec elle. Il lui révèle que Rose a bu le contenu du verre, qu'elle était son épouse, qu'il a fait croire qu'il était veuf pour la cacher avec l'aide de Mlle Blayes, que c'est cette dernière qui l'a assommée dans le cimetière, que Me Anet était son frère jumeau. Il soulève le voile sur l'épaule droite de Rose, allongée sur un lit, révélant son tatouage : une fleur de lys en forme de poignard. Il ajoute qu'avant de l'épouser, Rose était la compagne de son frère et que c'est par son intermédiaire qu'il l'a rencontrée. Richard et Bélisaire entrent. Le premier emporte Sévigné. Françoise Blayes accourt en hurlant et s'agrippe à Sévigné. Richard et les gendarmes emportent Blayes et Sévigné, sous le regard de Bélisaire et Prudence à la fenêtre, buvant un verre.

## Fiche technique
- Titre original : Mon petit doigt m’a dit…
- Réalisation : Pascal Thomas
- Scénario : François Caviglioli, Nathalie Lafaurie et Pascal Thomas, d'après le roman homonyme d'Agatha Christie
- Décors : Katia Wyszkop
- Costumes : Catherine Bouchard et Maud Molyneux
- Photographie : Renan Pollès
- Montage : Catherine Dubeau
- Musique : Reinhardt Wagner et Georges Bizet
- Arrangements et orchestrations : Thomas Roussel[1]
- Production : Alain Cadier, Pascal Thomas
- Production déléguée : Olivier Horlait
- Production associée : Nathalie Lafaurie
- Sociétés de production : Ah! Victoria! Films, Studiocanal, France 2 Cinéma et Rhône-Alpes Cinéma
- Sociétés de distribution : UGC
- Budget : 5 300 000 €
- Entrées France : 1 274 321
- Pays d'origine :  France
- Langue : français
- Format : couleur - 35 mm - 1,85:1 - Son DTS / Dolby Digital
- Genre : comédie policière
- Durée : 105 minutes
- Dates de sortie :
  - France : 13 avril 2005
  - Belgique : 18 mai 2005

## Distribution
- Catherine Frot : Prudence Beresford
- André Dussollier : Colonel Bélisaire Beresford
- Geneviève Bujold : Rose Évangelista / Lilly la tatouée
- Laurent Terzieff : Me Anet / Philippe Sévigné
- Valérie Kaprisky : Mlle Françoise Blayes
- Bernard Verley : le général, supérieur de Bélisaire
- Alexandra Stewart : Mme Boscovan, sculptrice sur métal, amante du général
- Sarah Biasini : Marie-Christine, fille unique de Prudence et Bélisaire
- Françoise Seigner : Ada, tante de Bélisaire, veuve
- Elizabeth Macocco : Mme Pacard, directrice de la maison de retraite le « Coteau ensoleillé »
- Hervé Pierre : le docteur Mauroy, médecin au « Coteau ensoleillé », amant de Mlle Aupic
- Alexandre Pesle : l'enseigne de vaisseau Boulanger
- André Thorent : le curé du Châtelard
- Anne Le Ny : Alice Perry
- Gérard Chaillou : le professeur Petitjolivar, médecin-chef à l'hôpital
- Pierre Lescure : le commissaire Richard
- Maurice Risch : M. Coupelay
- Valériane de Villeneuve : Mlle Hélène Coupelay
- François Bettens (d) : Rudi, époux de Marie-Christine
- Isabelle Giami (d) : Mlle Aupic
- Christophe Favre (d) : Le militaire italien
- Maud Molyneux : ?

## Production

### Tournage
Le tournage s'est principalement déroulé dans le département de la Savoie, notamment à Francin, Aix-les-Bains, et au lac du Bourget, ainsi qu'au château de Châtillon à Chindrieux.
La plus grande partie de l’action a lieu au Châtelard, village du massif des Bauges, qui domine Aix les Bains et Chambéry, et dont la vie est dépeinte jusqu'à jouer un rôle dans l histoire.
Il a eu lieu aussi en Haute-Savoie au château des Avenières à Cruseilles, ainsi qu'à Lyon dans le Quartier Saint-Jean (Rhône).
La maison « abandonnée » est en réalité le château de Carron, situé sur la commune de Francin en Savoie.
La réunion militaire et ses différents plans ont été tournés dans des espaces situés à l'intérieur du siège national du Parti communiste français.
L'enterrement de la tante Ada a été tourné dans le cimetière de Barberaz, dans la banlieue de Chambéry. Dans le script, cette scène devait se dérouler sous la pluie. Cependant, comme le terrain du cimetière est en pente, les pompiers refusèrent que de l'eau soit envoyée pour simuler la pluie afin de préserver le site. Les scènes eurent donc lieu avec un soleil éclatant ce jour-là. Un écran blanc fut même mis en place pour protéger les acteurs, André Dussollier, Catherine Frot et Bernard Verley, qui jouaient face au soleil.

## Musique
Sauf indication contraire ou complémentaire, les informations mentionnées dans cette section proviennent du générique de fin de l'œuvre audiovisuelle présentée ici.
- L'oiseau fait son nid (arrivée et descente de voiture chez les Beresford de Marie-Christine et sa famille).
- By the pricking of my thumbs (chez les Beresford, Prudence, Rudi et Marie-Christine sifflent ; orgue de l'église du Châtelard, Prudence observe Françoise Blayes fleurir un autel et prier ; air joué par l'orgue mécanique avant l'ouverture de la trappe secrète ; à la kermesse du Châtelard joué par l'orchestre puis chanté par les enfants de la chorale sous la direction Françoise Blayes ; générique de fin).
- Mis Hei par Hans Walter Schneller (yodleurs sur le bateau).
- La valse du revenir (à la kermesse du Châtelard, les Beresford dansent la valse au milieu des autres danseurs).

Musique non mentionnée dans le générique
- Romance de Nadir du premier acte de l'opéra Les Pêcheurs de perles de Georges Bizet de 1863 (les Beresford roulent en voiture pour rendre visite à la tante Ada ; à l'hôpital les paroles guérissent Prudence de son amnésie).

## Accueil

### Accueil critique
En France, le site Allociné propose une note moyenne de 4⁄5 à partir de l'interprétation de critiques provenant de 19 titres de presse.
Le Parisien, y voit un film « au charme suranné, bourré d'un humour noir décalé », des acteurs « extravagants et déchaînés » et « un inoubliable numéro de comédiens au sommet de leur art ».

## Autour du film
- Dernier rôle au cinéma pour Françoise Seigner.
- Prudence déclare sèchement à son gendre Rudy que le guéridon qu'il vient de casser en posant la valise à médicament dessus a porté la cafetière de Balzac, la théière de Mérimée et la pipe à opium de Cocteau.
- Dans la première scène, un élagueur taille les arbres au-dessus du vide en se déplaçant sur une échelle couchée. Cette scène devait être effectuée par un cascadeur, qui l'a déclinée, étant donné son caractère dangereux. Pascal Thomas a donc fait appel au charpentier qui pratiquait ce travail depuis plusieurs années.

### Suite
Une suite Le crime est notre affaire est sortie en 2008.